# Francesca Halsall
Francesca Halsall (* 12. April 1990 in Southport, England) ist eine britische Schwimmerin.

## Werdegang
Ihre Hauptlagen sind Freistil- und Schmetterlingsschwimmen. Halsall lebt in Loughborough und startet für den Sportclub der dortigen Universität.

## Weitere Erfolge
- Zweifache britische Meisterin über 50 Meter Freistil (2005 und 2006)
- Vierfache Jugendeuropameisterin über 50 Meter Freistil (2006), 100 Meter Freistil (2005 und 2006) und in der 4-mal-100-Meter-Freistilstaffel (2006)

## Rekorde
| Weltrekorde (1)                                            | Weltrekorde (1) | Weltrekorde (1)    | Weltrekorde (1) |
| ---------------------------------------------------------- | --------------- | ------------------ | --------------- |
| 4 × 100 m Lagen Mixed (mit Walker-Hebborn, Peaty und Lowe) | 03:44,02 min    | 19. August 2014    | Berlin          |
| Europarekorde (1)                                          |                 |                    |                 |
| 100 m Freistil (Kurzbahn)                                  | 00:51,19 min    | 22. September 2009 | Singapur        |
| (Stand: 25. August 2014)                                   |                 |                    |                 |